# Regència
El terme regència designa diverses formes de govern delegat.

## Monarquies
La regència és un període transitori durant el qual una persona (generalment de la família reial, però no necessàriament) exerceix el poder en nom del monarca titular ja sigui perquè aquest és massa jove, per absència d'aquest, o per la seva incapacitat per governar per si mateix.

### Bèlgica
- 1830 – 1831: Regència d'Erasme Lluís Surlet de Chokier, fins a la pujada al tron de Leopold I de Bèlgica.
- 1944 – 1950: Regència de Carles de Bèlgica, oncle de Balduí I de Bèlgica

### Egipte
- 1478 – 1457: Regència de Hatshepsut, oncle de Tuthmosis III

### Espanya
- 1665 – 1675: Regència de Marianna d'Àustria, mare de Carles II
- 1823: Instaurada a Espanya a conseqüència de la invasió dels Cent mil fills de Sant Lluís. Va ser dissolta a l'arribada de Ferran VII
- 1840 – 1843: Regència d'Espartero
- 1833 – 1840: Regència de Maria Cristina de Borbó fins al 12 d'octubre de 1840.
- 1885 – 1902: Regència de Maria Cristina d'Habsburg-Lorena, mare d'Alfons XIII.
- 1869 – 1871: Regència de Serrano

### França
- 1059 – 1066: Regència d'Anna de Kíev, mare de Felip I
- 1226 – 1242: Regència de Blanca de Castella, mare de Lluís IX.
- 1316 – 1316: Regència de Felip de Poitiers, futur Felip V, anomenat el Longeu, després de la defunció, al juny, del seu germà Lluís X, i fins a la mort, prematura, al setembre, del fill d'aquest últim Joan I, anomenat el Pòstum.
- 1380 – 138: Regència dels ducs de Berry i de Borgonya, oncles de Carles VI
- 1483 – 1491: Regència d'Anna de França, filla de Lluís XI, durant la minoria de Carles VIII.
- Caterina de Mèdici
  - 1552 – 1552: Regent durant l'absència (en guerra) del seu marit Enric II.
  - 1560 – 1563: Regent durant la minoria del seu segon fill Carles IX
- 1610 – 1614: Regència de Maria de Mèdici, mare de Lluís XIII
- 1643 – 1614: Regència d'Anna d'Àustria, mare de Lluís XIV
- 1715 – 1723: Regència de Felip III d'Orleans, anomenat el Regent, nebot de Lluís XV. Aquesta regència va constituir un règim polític en si mateix: La Regència.

### Mèxic
- 1822 – 1823: Regència de Agustín de Iturbide
- 1863 – 1864: Regència de Juan Nepomuceno

### Regne Unit
- 1811 – 1820: Regència del futur Jordi IV, fill de Jordi III

## Administració
A Indonèsia, les regències són unitats administratives de segon ordre que, juntament amb les ciutats, constitueixen cada una de les províncies. Cada regència és governada per un regent. Jakarta, la capital nacional, està dividida en cinc ciutats administratives i una regència administrativa, totes elles amb un estatut especial que les dota d'una autonomia menor que les seves homòlogues dins de les altres províncies.

## Art
L'Estil regència va ser el nom que se li va donar a l'estil artístic creat a França entre 1715 i 1730 durant la Regència, a principis del segle xviii. El mobiliari regent prefigura l'estil Lluís XV que va introduir una forma arrodonida en les potes de les còmodes, taules, armaris, etc., compartint la severitat de l'estil Lluís XIV i les fantasies del rococó de l'època de Lluís XV.